# Anould
Anould is een gemeente in het Franse departement Vosges in de regio Grand Est en telt 2992 inwoners (1999). In de gemeente ligt het gesloten spoorwegstation Anould.
De gemeente maakt deel uit van het arrondissement Saint-Dié-des-Vosges en maakte deel uit van het kanton Fraize tot dit op 22 maart 2015 werd opgeheven en de gemeente werd opgenomen in het kanton Gérardmer.

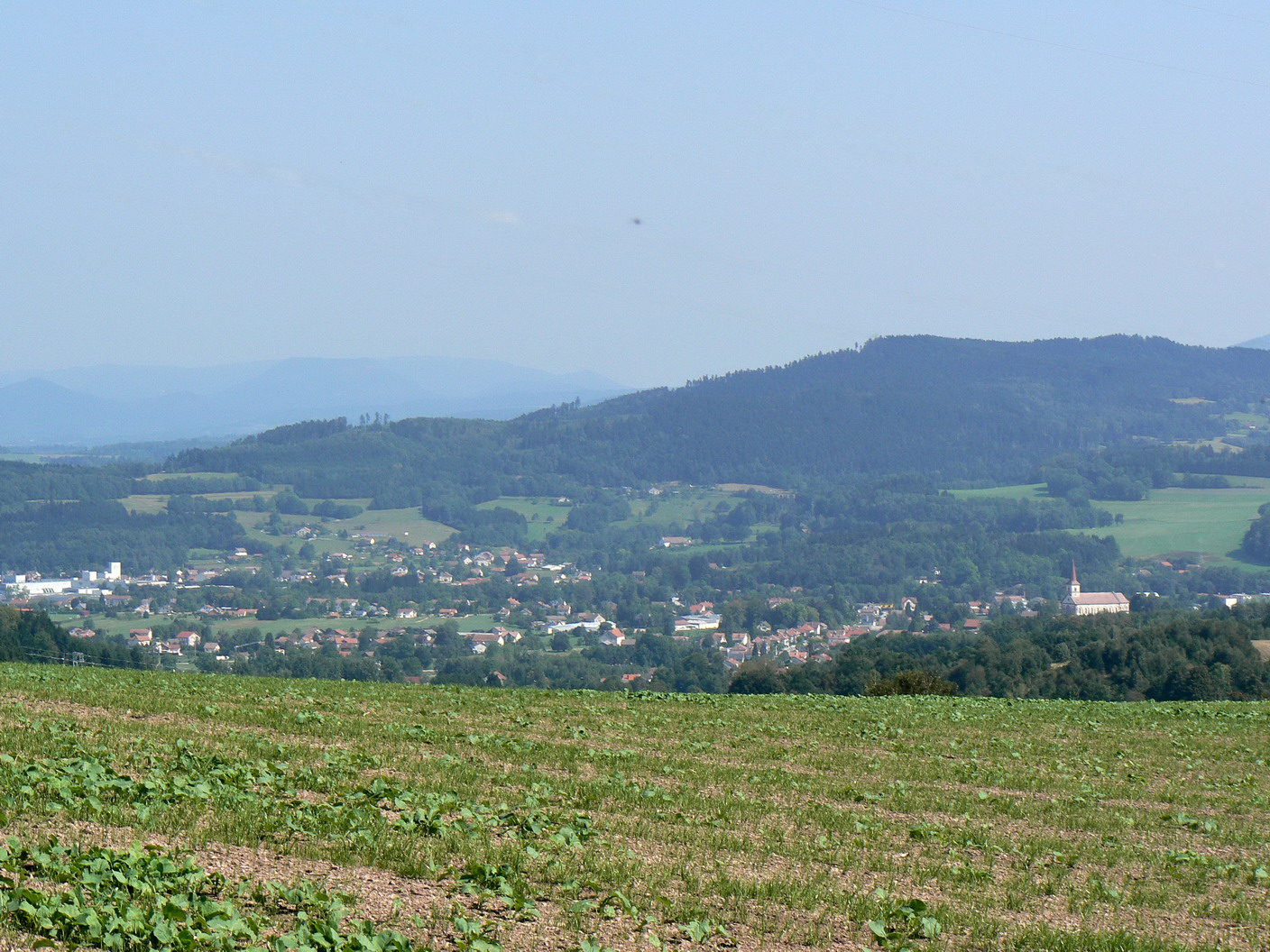
Panorama van Anould

## Geografie
De oppervlakte van Anould bedraagt 24,3 km², de bevolkingsdichtheid is 123,1 inwoners per km².
De onderstaande kaart toont de ligging van Anould met de belangrijkste infrastructuur en aangrenzende gemeenten.

## Demografie
Onderstaande figuur toont het verloop van het inwonertal (bron: INSEE-tellingen).